# Mile Mamić
Mile Mamić (Santa Maria di Leuca, Italija, 25. srpnja 1944.) hrvatski je jezikoslovac

## Životopis

### Obrazovanje
Rođen je 1944. u Santa Maria di Leuca (Italija). U Lišanima završio osnovnu školu, a u Sinju kod franjevaca klasičnu gimnaziju. Na Filozofskom fakultetu u Zagrebu završio studij hrvatskoga jezika i književnosti te latinskoga jezika i rimske književnosti. Diplomirao 1973., magistrirao 1980., a doktorirao 1991.

### Zaposlenje
Od 1973. do 1994. radio je u Zavodu (Institut) za (hrvatski) jezik: najprije kao asistent-pripravnik, od 1974. kao mlađi asistent, od 1981. kao asistent te od 1991. kao viši asistent. U međuvremenu je bio lektor za hrvatski jezik na Sveučilištu u Münsteru (1976./78., 1983./85.) i Leipzigu (1985./87.), zatim gostujući profesor u Münsteru i Budimpešti (1993.). Od 1994. radi na Filozofskom fakultetu u Zadru na Odsjeku za hrvatski jezik i književnost: najprije kao izvanredni profesor, od 1999. kao redoviti profesor, a 2005. izabran je u trajno zvanje.

### Predavačko iskustvo
Održao brojna predavanja o hrvatskom jeziku na različitim razinama, pa i na nekoliko stranih sveučilišta (München, Münster, Berlin, Trier, Bamberg, Köln, Würzburg, Kiel, Hamburg, Marburg, Göttingen, Erlangen, Regensburg, Oldenburg, Budimpešta, Szombathely, Ljubljana ...).
Nekoliko godina predaje na Pedagoškom fakultetu Sveučišta u Mostaru kao vanjski suradnik.

### Sudjelovanje i/ili vođenje projekata
Bio je voditelj znanstvenoga projekta Hrvatsko pravno nazivlje kodifikacijskoga razdoblja iz čega je proizišla knjiga Hrvatsko pravno nazivlje (Zadar, 2004).
Utemeljitelj i stručni voditelj Škole hrvatskoga jezika u Zadru, gdje se održavaju razni tečajevi za strance i potomke hrvatskih iseljenika.

### Članstva u znanstvenim i stručnim časopisima, društvima i tijelima
Jedan od triju urednika časopisa Jezik i član nekoliko stručnih odbora. Od 1991. do 1993. Predsjednik Ogranka Matice hrvatske u Svetom Ivanu Zelini, prodekan za nastavu (1995. – 1997.) i jedan semestar vršitelj dužnosti dekana Filozofskoga fakulteta u Zadru (1998.), član Odbora za Zakonodavstvo (1995. – 1999.) i Vijeća za normu hrvatskoga jezika (1996. – 2000. i 2005. do danas) te predsjednk ili član Povjerenstva za stručne ispite iz hrvatskoga jezika (1997. do 2010.).
Član Organizacijskog odbora za Treći hrvatski slavistički kongres u Zadru 2002. Višegodišnji predstojnik Odsjeka za hrvatski jezik i književnost na Filozofskom fakultetu u Zadru.
Član je Uredništva časopisa Lahor.
Član je povjerenstva za dodjelu Nagrade Dr. Ivan Šreter.
Bio je član Vijeća za normu hrvatskoga standardnog jezika, stručnog tijela RH za skrb o hrvatskom standardnom jeziku, do raspuštanja Vijeća 8. svibnja 2012. od strane ministra Jovanovića. 

### Radovi i sudjelovanja na znanstvenim skupovima
Objavio dosta znanstvenih i stručnih radova i sudjelovao na brojnim domaćim i međunarodnim znanstvenim skupovima. Suator Gradišćansko-hrvatsko-nimškoga rječnika (Zagreb-Eisenstadt, 1991.), nekoliko svezaka Rječnika hrvatskoga kajkavskoga književnog jezika (Zagreb, 1984. i dalje), Govorimo hrvatski (Zagreb, 1997.), četiriju udžbenika iz hrvatskoga jezika za četverogodišnje strukovne tehničke škole (Zagreb, 1998.), velikoga Hrvatskoga jezičnog savjetnika (Zagreb, 1999.).
Ujedno je jedini jezikoslovac koji se intenzivnije bavi i hrvatskim kršćanskim nazivljem, a o čemu je objavio i knjigu Hrvatsko kršćansko nazivlje (Split, 2004.).
Sudjelovao na Međunarodnom slavističkom kongresu u Ljubljani 2003.

## Nagrade i priznanja
- Dobitnik Državne nagrade za znanstveni rad – za promidžbu hrvatskoga jezika (2006.).[2]